# Johannisfriedhof (Jena)

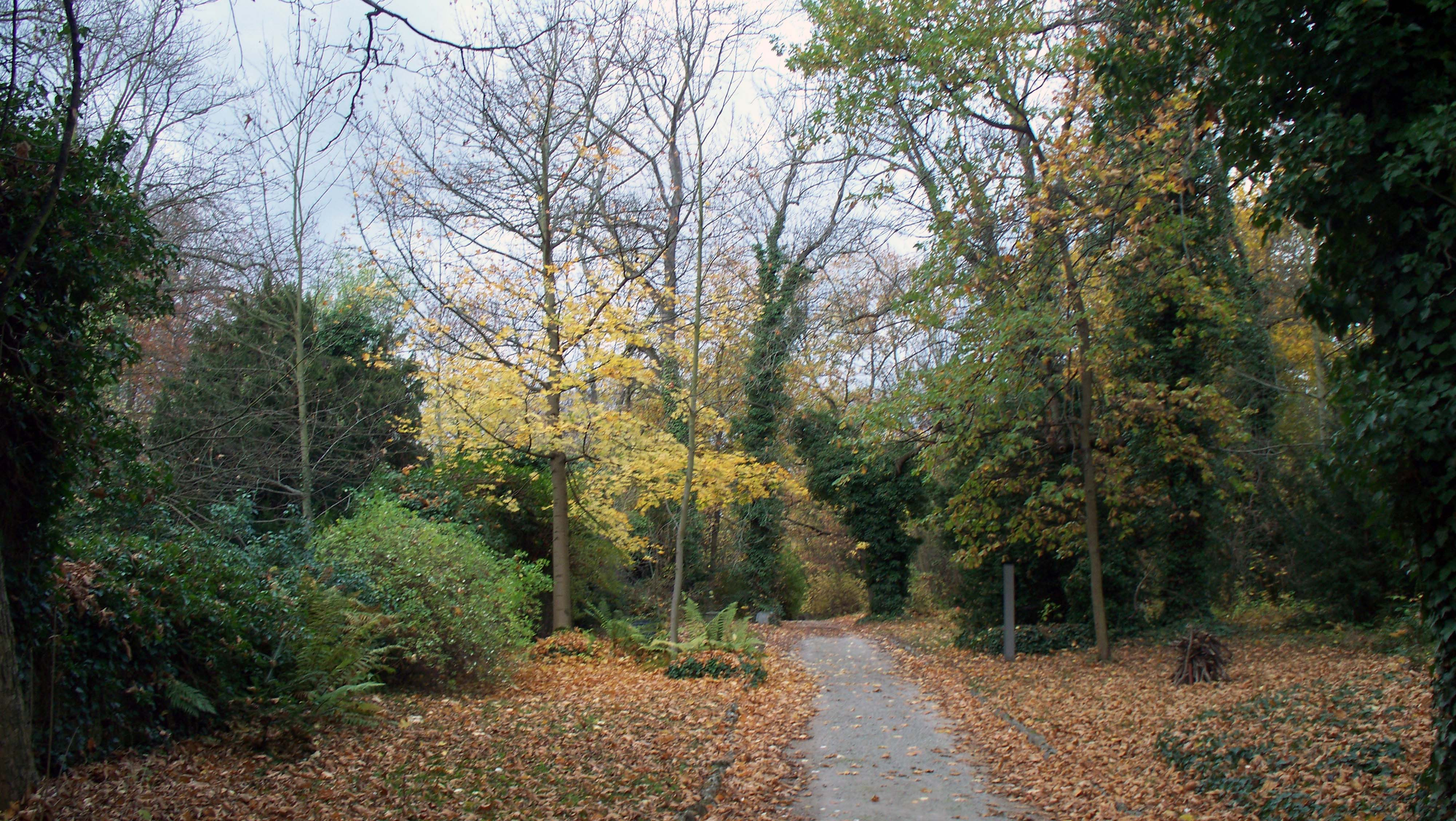
Allee auf dem Friedhof

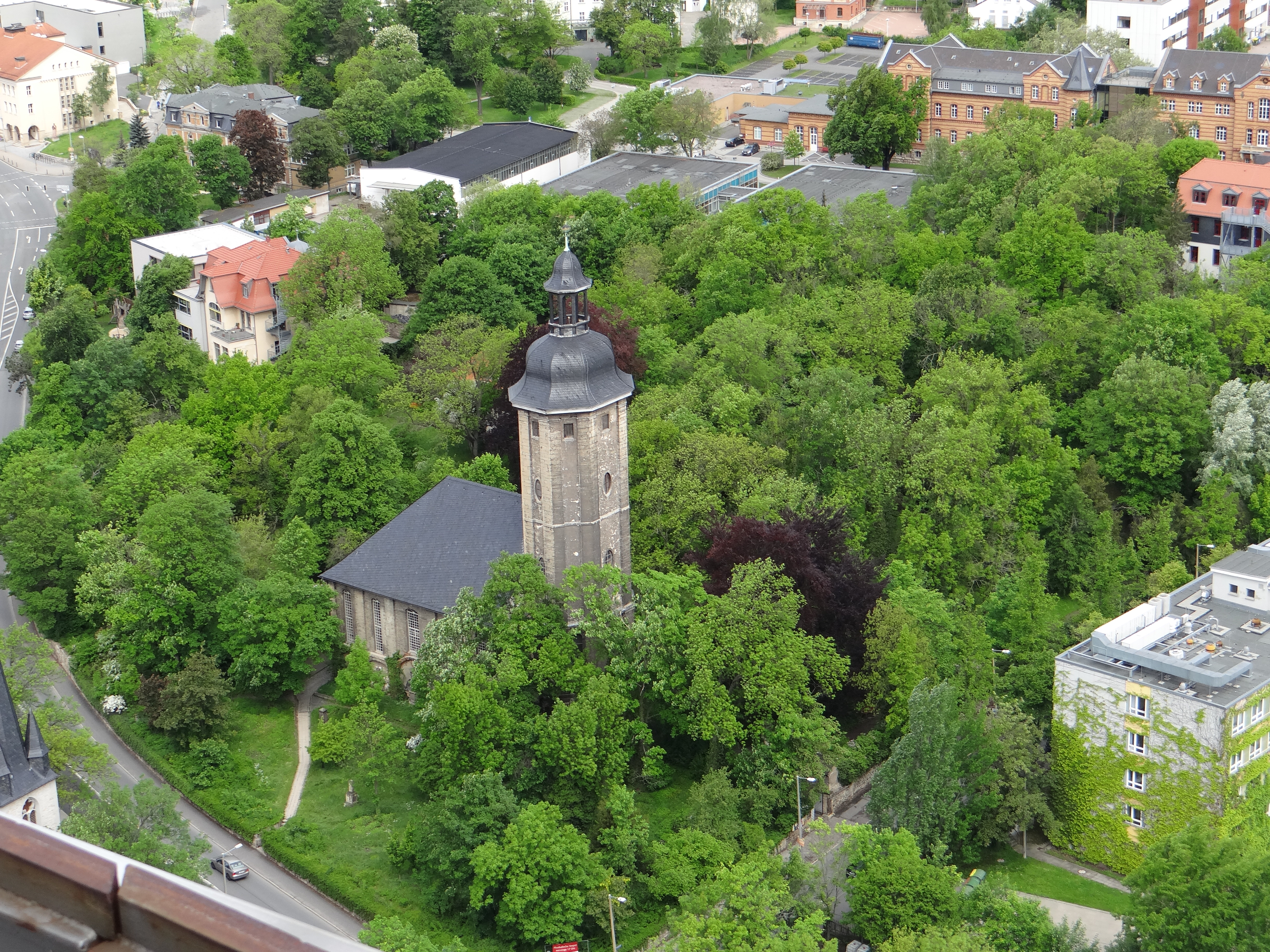
Blick vom JenTower

Der Johannisfriedhof ist ein historisch bedeutsamer Friedhof in Jena. Er liegt in unmittelbarer Nähe des Stadtzentrums und befindet sich neben dem Botanischen Garten.
Der Friedhof wurde im Mittelalter wahrscheinlich im Zuge der planmäßigen Stadtanlage Jenas außerhalb der Stadtmauern errichtet. Im Verlauf des 19. Jahrhunderts wurde er zu klein für die expandierende Stadt, weshalb der Nordfriedhof angelegt wurde. Seit den 1940er Jahren wurden keine weiteren Grabstätten angelegt und seit 1978 wird der Johannisfriedhof nur mehr als Park genutzt.
Im 19. und 20. Jahrhundert wurden verdienstvolle Jenaer Bürger (z. B. Carl Zeiss) auf diesem Friedhof bestattet, deren Gräber bis heute enthalten sind. Das Friedhofsareal erstreckte sich ursprünglich bis zur katholischen Kirche, wurde jedoch 1938 durch den Bau der heutigen Bundesstraße 7 (Straße des 17. Juni) nach Weimar stark verkleinert.
Das Gelände hat eine Größe von etwa zwei Hektar und einen parkähnlichen Charakter mit breiten Alleen, jahrhundertealten Laubbäumen und efeubewachsenen Gräbern, flankiert von zahlreichen Sitzbänken. Die Pflege des Geländes obliegt dem Förderverein Johannisfriedhof Jena e.V., der es durch regelmäßige Arbeitseinsätze von Mitgliedern und Freiwilligen instand hält. Mit den aufwendigen historischen Grabstätten und dem erhalten gebliebenen Charakter früherer Zeiten ist er eine Sehenswürdigkeit in der Innenstadt von Jena.
Innerhalb des Friedhofs wurde am 16. Juli 1693 die nach dem Landesherrn Johann Georg II. (Sachsen-Eisenach) benannte Johann-Georgs-Kirche als Begräbniskirche eingeweiht. 1743 wurde sie der neu aufgestellten Jenaer Garnison zugewiesen und hieß fortan Garnisonkirche, die nach dem Eindruck des Zweiten Weltkriegs 1946 in Friedenskirche umbenannt wurde.
Auf dem Johannisfriedhof befinden sich u. a. die Grabstätten der Caroline von Wolzogen (Schwägerin des Friedrich von Schiller), sowie Schillers Hausarzt Dr. med. Johann Christian Stark der Ältere, welcher auch die Familie von Goethe behandelte. Zudem befindet sich die Grabstätte Johanna Schopenhauers auf dem Friedhof.

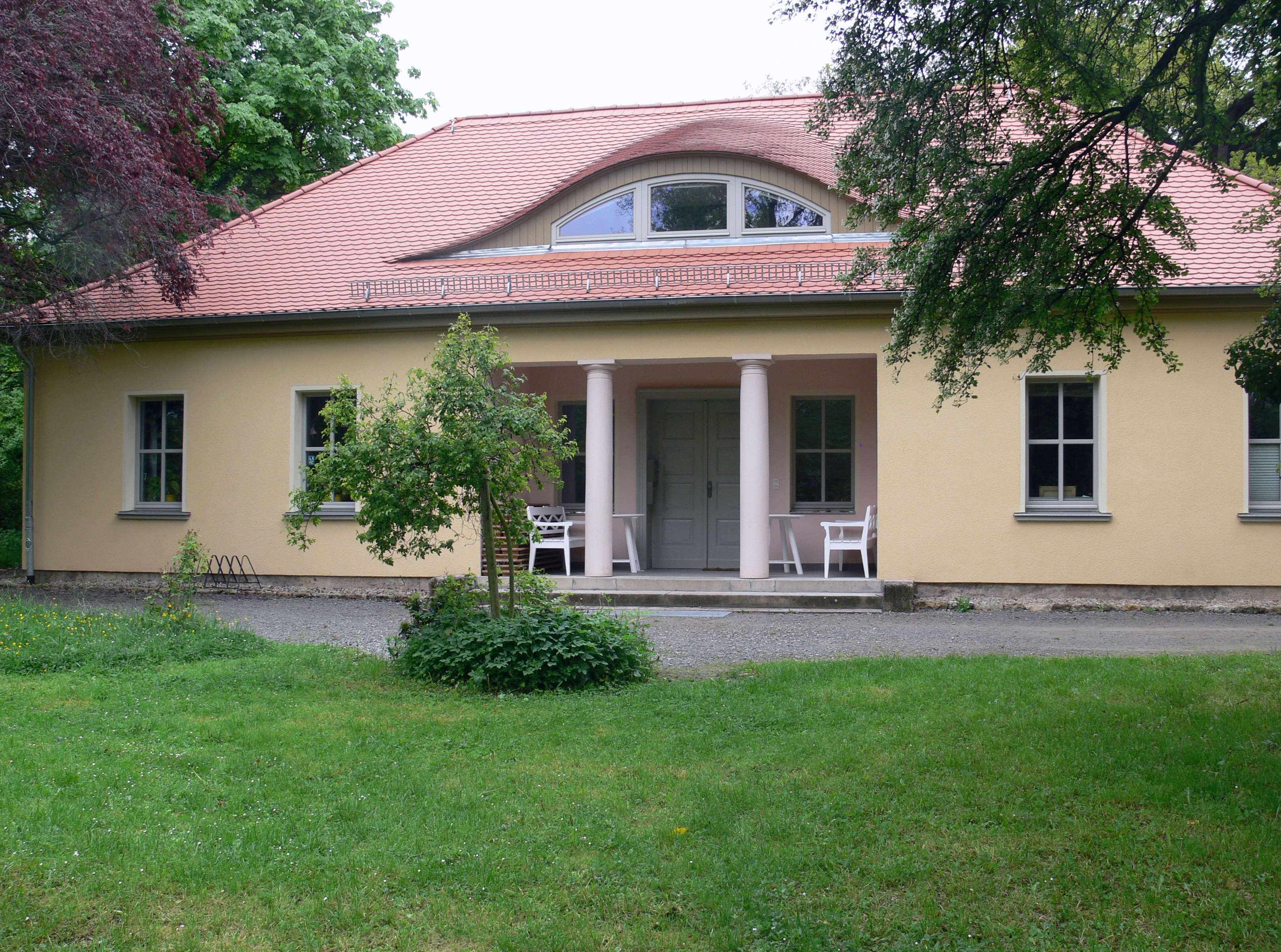
Gärtnerhaus
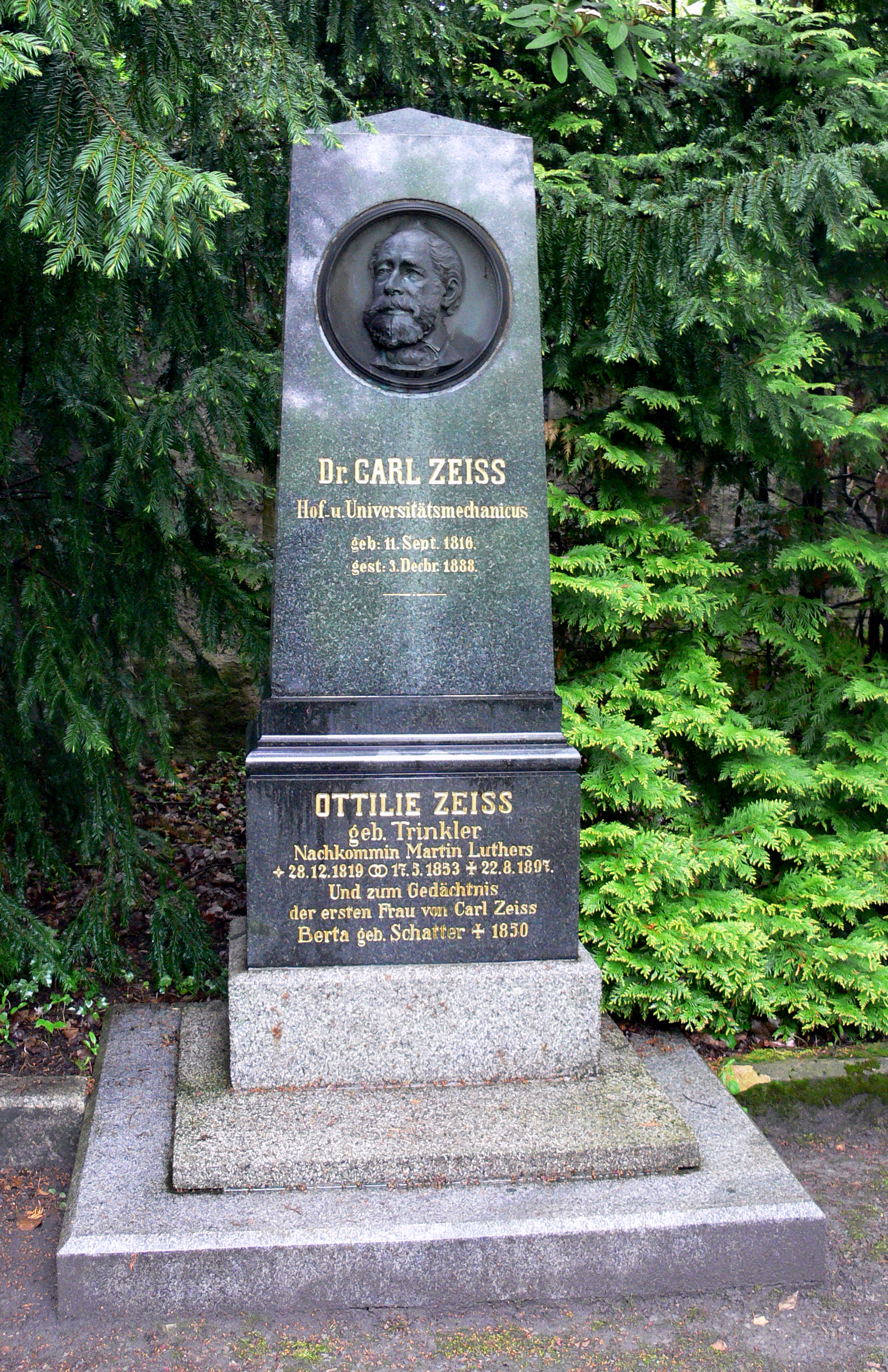
Grabmal von Carl Zeiss